# Johannes Avetaranian

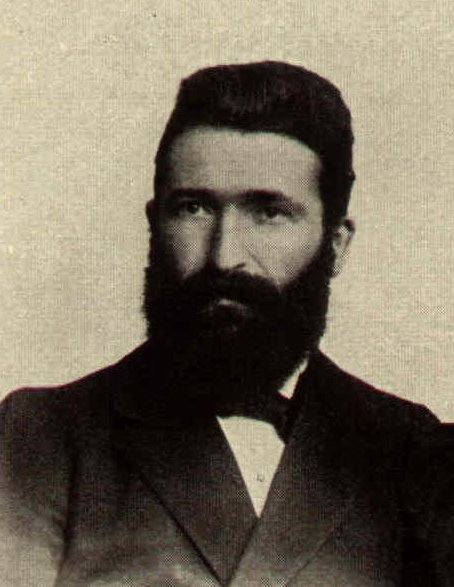
Johannes Avetaranian

Johannes Avetaranian, geboren als Muhammad Shukri, (Erzurum, 30 juni 1861 - Wiesbaden, 11 december 1919) was een  christelijke zendeling van Turkse afkomst en een afstammeling van de islamitische profeet Mohammed. 
Terwijl hij een moellah was in Turkije bekeerde hij zich tot het christendom, en werd later zendeling in Oost-Turkestan (vandaag bekend onder de naam Sinkiang). Hij vertaalde het Nieuwe Testament in het Oeigoers.
Avetaranian werd geboren in een moslim-gezin. Zijn moeder was doof, blind en stom, en stierf toen hij twee jaar oud was. Zijn vader was een islamitische mysticus, maar biechtte op zijn sterfbed de 'spirituele' leegte op die hij voelde. Op dat moment was Avetarianian een islamitische voorganger in een stad niet ver van Eruzgum.
Van Armeense christenen kocht Avetaranian een bijbel. Hij begon hierin te lezen en raakte overtuigd. Vervolgens introduceerde hij christelijke principes in het vrijdagsgebed. Avatarianan moest echter vluchten toen zijn sympathie voor het christelijk geloof bekend werd. Hij vluchtte naar Perzië (het huidige Iran) en liet zich daar dopen om openlijk te laten zien dat hij christen was geworden. Hij kreeg daar de naam Avetaranian ('zoon van het evangelie'). 
Hierna bezocht hij een zendingsschool in Zweden. Daarna werd hij door de Zweedse Zending uitgezonden naar Turkestan, Perzië en Rusland. Zijn belangrijkste werk vond plaats in het gedeelte van Turkestan dat nu aan China behoort. Hier werkte hij tien jaar. In juni 1900 trouwde hij met Helen von Osterroht in Berlijn.
Hij schreef vele jaren ook een religieus journaal via een Duitse zendingsorganisatie voor Turken in Bulgarije. Hij stierf een jaar na afloop van de Eerste Wereldoorlog en werd begraven in Wiesbaden.